# Martí Boada
Martí Boada Juncá (San Celoni, 28 de octubre de 1949), es un científico geógrafo, especialista en medio ambiente.

## Biografía
Está doctorado en Ciencias Ambientales (UAB, 2002) y licenciado en Geografía por la Universidad Autónoma de Barcelona. También está licenciado en Estudis Catalans por la Universidad de Perpiñán.
Su tarea pedagógica en el ámbito de la educación ambiental empezó en el año 1978 con la puesta en marcha de Natura de Can Lleonart, en el parque natural del Montseny, una de las primeras experiencias en educación ambiental en Cataluña. Durante el tiempo que estuvo como responsable de Can Lleonart, complementando las tareas de educación ambiental, se consiguieron distintas líneas de investigación orientadas al conocimiento del medio: trabajos de registros continuados de fenología de la flora y la fauna, estudios y registros de datos sobre las relaciones tróficas y etiológicas de las poblaciones de vertebrados y trabajos de datos de carácter socioecológico.
Doce años más tarde se incorporó como profesor e investigador en la Universidad Autónoma de Barcelona. Desde entonces, es docente en las licenciaturas de geografía y ciencias ambientales y otros estudios de posgrado. También se incorporó como investigador en el centro de Estudis Ambientals de la UAB, que posteriormente se convirtió en el ICTA (Instituto de Ciencia y Tecnología Ambientales), donde trabaja en proyectos centrados en los campos de cambio ambiental global y la biodiversidad desde una perspectiva social, centrada particularmente en el sistema urbano y los bosques.
Es miembro del Comité Español del PNUMA (Programa de las Naciones Unidas por el Medio Ambiente), miembro de la Comisión de Comunicación y Educación de la UICN (Unión Internacional para la Conservación de la Naturaleza) y del Fórum Global 500 de las Naciones Unidas. Precisamente, esta última institución le concedió, en 1995, el Premio Global 500, que le entregó personalmente Nelson Mandela. Trabaja como asesor científico de la UNESCO, en el ámbito de conservación de las Reservas de la Biosfera, enmarcado en el programa «Man and Biosphere (MaB)». Este programa está incluido en la División de Ecología y Ciencias de la Tierra.
Es miembro del consejo de redacción de las revistas siguientes: Tópicos en Educación Ambiental (México), Gestión y Ambiente (Colombia) y Medio Ambiente, Tecnología y Cultura. (Departament de Medi Ambient i Habitatge, Generalidad de Cataluña).

## Obras
- El origen del la ciencia. Una antología de la ciencia  para todos. Cap. XXV. Crisis ambiental (pág. 440). Martí Boada y Víctor M. Toledo. México: Fondo de Cultura Económica, 2017.
- Renaturalització de la ciutat. Diputació de Barcelona. Cap. 5: Biodiversitat-sostenibilitat urbana (pág. 69) Dr. Martí Boada, Dra. Roser Maneja Zaragoza, Dr. Jaume Marlés Magre, 2019.
- Les géoparcs mondiaux UNESCO.Chapitre7. Interpréter les paysages d’un point de vue socio-écologique: une approche méthodologique de la vallée du Zat (Maroc). Martí Boada Juncà, Rose Maneja Zaragoza, Jaume Marlès Magre, Josep Pujantell Albós, Sònia Sánchez-Mateo, et Carles Barriocanal Lozano.
- Forestry in the midst of global Changes. Chapter 9: Dendroculture. Social imaginations, art and culture in forests (pág. 135). Martí Boada, Roser Maneja & Maribel Lozano, 2019.
- Masías del Montseny. Boada, M. i Sánchez Mateo, S., 2018.
- Poematges. Boada, M. i Romanillos, T., 2017.
- Can a City Be Sus tainable? Chapter 17: The vital role of biodiversity in urban sustainability. (pág. 297) Martí Boada, Roser Maneja Zaragoza and Pablo Knobel Guelar, 2016.
- Estiu: caminar mirant – notes de camp. M. Boada, 2016.
- Exposición: Poematges.  Boada, M. i Romanillos, T., 2016.
- Parque Nacional Yasuní, Ecuador – Cuaderno de campo Yasuní - Campaña 2014. Boada, M. i Barriocanal, C., 2015
- Yasuní – Catálogo – Expedición Científica al Amazonas Ecuatorial 2014. ICTA, PUCE, IBT, 2015
- Yasuní-Expedición Científica al Amazonas Ecuatorial 2014.  ICTA, PUCE, IBT, 2015.
- El parque natural de Montseny. Boada, M. i Romanillos, T., 2014
- Primavera al Montseny: una aproximació al Medi Natural i Humà, 2014
- Hivern al Montseny.  Boada, M., 2014
- Recerca al Parc Natural de la Serra de Collserola 1983-2013. Síntesi dels estudis i treballs realitzats, 2014
- Patrimonio Natural de Catalunya. Boada, M. (coord.), 2013.
- El agua y la vida. Boada, M. i Maneja, R., 2013.
- El patrimoni socioecològic de la pagesia. L’exemple d’Olzinelles al massís del Montnegre (Serralada Litoral). Otero, I. i Boada, M., 2012.
- Boscos de Catalunya. Boada, M. i Gómez, F.J., 2011.
- Arbres Remarcables de Catalunya: 100 ombres colossals .Boada, M. i Boada, A., 2011.
- Patrimoni Natural de Catalunya. Boada, M. (director), 2011.
- La vila de Sant Celoni i el Montseny celoní. Una cruïlla entre dos monts, 2011.
- La Batllòria i la Tordera. Una història inseparable. Estany, G.; Boada, M. i Rodoreda, G., 2010.
- El Canvi climàtic a Catalunya. 2n informe del Grup d’Experts en Canvi Climàtic a Catalunya. Boada, M. et al. (Llebot, J.E., coord.), 2010.
- Diagnosi ambiental al Parc Natural de l’Alt Pirineu. Boada, M.; Garcia, E. & Rieradevall, J. (dirs.), 2010.
- La vall de Fuirosos. El Montnegre profund. Boada, M.; Guitart, M. i Rodoreda, G. 2009.
- La meva primera guia d’arbres. Boada, M. i Boada, A. 2009.
- Mi primera guía de árboles. Boada, M. i Boada, A. 2009.
- Biodiversidad Boada. M. i Gómez, F.J., 2008.
- Vilardell i Sant Martí del Montnegre. El Bosc mediterrani dens i els cultius de castanyer. Boada, M., Piqueras, S. i Rodoreda, G., 2008.
- Els sistemes socioecològics de la conca de La Tordera. Boada, M., Maneja, R. i Mayo, S., 2008.
- Diagnosi ambiental al Parc de Collserola: projectes de ciències ambientals. Universitat Autònoma de Barcelona, 2008.
- La vall d’Olzinelles. Els dominis de l’alzinar i la Sureda Otero, I., Boada, M. i Rodoreda, G., 2007.
- Vila-seca, un municipi cap la sostenibilitat. Boada, M. i Sánchez, S., 2007.
- The Socio-environmental Heritage of the UAB Campus. Boada, M. i Maneja, R. (coords.), 2006.
- Arbres i arbredes singulars del Montseny. Boada, M.; Broncano, M.J.;  Ramirez, S. i Bosch, D., 2006.
- Sot de bocs. Terra de vinyes. Boada, M., Baylina, M. i Rodoreda, G.,  2006.
- Perspectiva socioecològica dels nostres boscos. 10è aniversari del Centre Tecnòlogic Forestal de Catalunya. Boada, M., 2006.
- The Socio-environmental Heritage of the UAB Campus. UAB, 2005.
- El patrimoni socioambiental del campus de l’Autònoma. Boada, M. i Maneja, R. (coords.) 2005 UAB.
- Biodiversidad y paisaje, Campus de Bellaterra UAB, (2005).
- Diagnosi ambiental al Parc del Montnegre i el Corredor. Boada, M. i Rieradevall, J. (dirs.) 2005
- Los frutos silvestres, ecologia y cultura Boada, M., 2005.
- Indicadors locals de l’impacte ambiental del Prestige: Iliam-Petrol. Boada, M., Feijoo, G. i Rieradevall, J., (coords) 2005
- El planeta, nuestro cuerpo: la ecología, el ambientalismo y la crisis de la modernidad. Boada, M. i Toledo, V. 2003.
- Diagnosi ambiental del Parc Natural del Montseny. Boada, M. i Rieradevall, J. et all., 2003.
- El Consorci Forestal de Catalunya. 50 anys. Boada, M., 2003.
- Bosques de Cataluña. Historia y actualidad forestal. Boada, M., 2003.
- El Mèdol (2003).
- Los 30 mejores paisajes de Cataluña (2003).
- El Montseny. Cincuenta años de evolución de los paisajes. Boada, M., 2002.
- El canvio global. Boada, M i Saurí, D., 2002.
- El canvi ambiental i l’excursionisme: jornades d’anàlisi i reflexió sobre els usos actuals del medi ambient. Boada, M., 2002.
- Diari de la natura: crònica del paisatge i del medi ambient a Catalunya, 2002.
- Les causes pendents, 2002.
- Barcelona biodiversitat urbana Boada, M. i Capdevilla, L., 2000.
- Les plantes tòxiques de Catalunya Boada, M. i Romanillos, T., 1999.
- Medi ambient. Una crisi civilitzadora  Boada, M. i Zahonero, A., 1998.
- El massís del Montseny: guia per a visitar-lo. Boada, M., Ullastre, H. i Martos, F. (col·laborador), 1998.
- La transformació del Vallès Oriental. Boada, M., Garriga, J., Gonzàlez, C., Homs, J., Planas, J. i Anguera, J. (dir.), 1994.
- Llegendes del Montseny. Boada, M., 1992.
- Els arbres de la regió del Montseny (I) - La vida entorn de l’arbre, 1989.
- Flora, fauna i plantes remeieres del Baix Montseny, Montnegre: notes de camp de la vila de Sant Celoni i el seu terme. Boada, M., 1984.

## Reconocimientos
- Associació Catalana d’Amics de l’Aigua: Soci de Mèrit, agost 2019
- Premi Talent de Medio Ambiente y Sostenibilidad 2019
- Premio Turismo Rural Sostenible 2019
- Premio Fundació Barcelona Zoo. Ajuntament de Barcelona. 2019: Premi Biodiversitat
- Premio Unió de Pagesos 2018: Premi Nacional Felip Domènech Costafreda
- Premio Associació d’Empresaris Surers de Catalunya 2013: Premi Gla d’Or
- Premio Nacional de Cultura Popular Serra i Boldú. 2011
- Institut d'Estudis Catalans. 2005: Premi Medi Ambient
- Ministerio de Medio Ambiente. 2004: Premi Nacional de Medi Ambient
- Serra d'Or. 2003: Premi Crítica -Ciència-
- Socio de Mérito, Associació catalana d'amics de l'aigua. 2001
- Cruz de Sant Jordi, Generalidad de Cataluña. 1999
- Premio de investigació: Ramon Fuster, Col·legi de doctors i licenciats de Catalunya. 1995
- Premio Global 500 Roll of Honour, Naciones Unidas. 1995
- Premio Pin i Soler Ciutat de Tarragona, Òmnium Cultural. 1992
- Premio de Actuación Cívica Catalana, Fundació Jaume I. 1991
- Premio Narcís i Saguer, Ayuntamiento de Vallgorguina. 1989
- Premio Pau Vila de Geografía, Institut de Ciències de l'Educació. Universidad de Barcelona. 1988